# MKX
MKX‏ (Mohawk homeobox) هوَ بروتين يُشَفر بواسطة جين MKX في الإنسان.